# The Grip of Jealousy (film 1916)
The Grip of Jealousy è un film muto del 1916 diretto da Joseph De Grasse.

## Produzione
Il film fu prodotto dall'Universal Film Manufacturing Company.

## Distribuzione
Distribuito dall'Universal Film Manufacturing Company, il film uscì nelle sale cinematografiche USA il 28 febbraio 1916.